# Henry Michael Wimile
Henry Michael Wimile (* 13. März 1962 in Njombe, Tansania; † 18. Juni 2008) war ein Wegbereiter für die Anerkennung der Rechte von Menschen mit Behinderungen in Tansania.

## Leben
Henry Michael Wimile wurde am 13. März 1962 in Njombe (Tansania) geboren. Mit elf Jahren erblindete er aufgrund einer Verletzung beim Spielen und wechselte von seiner bisherigen Volksschule an die Blindenschule in Buigiri bei Dodoma. Nach dem Schulabschluss besuchte er Integrations-Klassen in Shinyanga und Mzumbe und absolvierte erfolgreich die A-Levels. 1988 schrieb sich Wimile an der Universität von Dar es Salaam ein und schloss 1996 mit einem Bachelor in Bildungswissenschaften und einem Master in Öffentlicher Verwaltung ab.
Bereits während des Studiums begann er sich in der noch jungen Behindertenbewegung zu engagieren und gründete gemeinsam mit Zefania Kalumuna, einem weiteren blinden Intellektuellen, 1998 das Information Center on Disability (ICD), wo er im Vorstand tätig war. Er setzte sich vor allem für die Anerkennung der Rechte von Menschen mit Behinderungen in der politischen Rahmengestaltung ein. Ein Resultat der Bemühungen war, dass die Regierung von Tansania die Rechte von Menschen mit Behinderungen in der nationalen Armutsbekämpfungsstrategie umfassend berücksichtigte.
2004 wurde Wimile nationaler Koordinator des Tanzania Early Childhood Development and Education Network (TECDEN), 2005 entwickelte und lancierte er gemeinsam mit Licht für die Welt das Pilotprojekt „Inclusive Tanzania“. Dieses Projekt sieht Menschen mit Behinderungen als Rechtsträger und zielt auf ihre gleichberechtigte Teilhabe in allen Lebensbereichen ab. Er begleitete das Projekt in den folgenden Jahren und setzte sich für den Aufbau einer breiten Koalition von Behindertenorganisationen ein.
Am 18. Juni 2008 starb Henry Wimile überraschend an einer Malariainfektion, er hinterließ seine Ehefrau und vier minderjährige Kinder.